# Christiane Vejlø
Christiane Foged Vejlø Rasmussen (født 19. september 1973) er en dansk erhvervskvinde, debattør, bestyrelsesmedlem, digital trend- og fremtidsanalytiker, radiovært, blogger og foredragsholder. Blev i 2015 optaget i Kraks Blå Bog. 
Vejlø driver medie- og konsulentvirksomheden Elektronista Media, som producerer indhold om digital livsstil og ansvarlig teknologi til en række platforme. Elektronista Media driver blandt andet  bloggen på Elektronista.dk.  Vejlø er desuden aktiv som debattør på række sociale mediekanaler. 
Elektronista Media har tidligere udgivet iPad-magasinet Elektronista Mag.  
Vejlø var i hele stationens levetid radiovært på podcasten og teknologiprogrammet Elektronista på Radio24syv. 
I 2023 udgav Christiane Vejlø bogen Argumenter for Mennesker- om forholdet mellem mennesker og kunstig intelligens. Bogen er ude i tredie oplag.
Christiane Vejlø er cand. mag i medievidenskab fra Københavns Universitet og har studeret religionsvidenskab på Aarhus Universitet og University of Montana, USA. Hun var mellem 2009 og 2015 gift med standupkomikeren Geo og sammen har de datteren Effie.

## Publikationer
- Elektronista eller Elektro-not (ebog 2010)
- Når kvinder bruger teknologi (ebog 2012)
- Klar til fremtiden
- Den Gode Ide- Om ansvarlig innovation (ebog 2020)